# Сертойнс-Сеаренсіс (мезорегіон)
Сертойнс-Сеаренсіс (порт. Mesorregião dos Sertões Cearenses) — адміністративно-статистичний мезорегіон в Бразилії, входить в штат Сеара. Населення становить 841 881 чоловік на 2006 рік. Займає площу 46 250,683 км². Густота населення — 18,2 чол./км².

## Склад мезорегіону
В мезорегіон входять наступні мікрорегіони:
1. Сертан-ді-Кратеус
2. Сертан-ді-Іньямунс
3. Сертан-ді-Кішерамобін
4. Сертан-ді-Сенадор-Помпеу

| Бразилія | Це незавершена стаття з географії Бразилії. Ви можете допомогти проєкту, виправивши або дописавши її. |